# Tombeau du jardin
Le tombeau du jardin est un tombeau vide qui se trouve dans un jardin à Jérusalem et est reconnu par les protestants et les  évangéliques comme le tombeau de Joseph d'Arimathie dans lequel, selon les évangiles, il aurait mis Jésus de Nazareth après sa crucifixion avant sa résurrection trois jours après. Il est situé en dehors des murs de la ville antique et à proximité de la Porte de Damas près de la « falaise du crâne ». Le jardin est administré par la Garden Tomb Association, membre de l’Alliance évangélique mondiale.

## Histoire

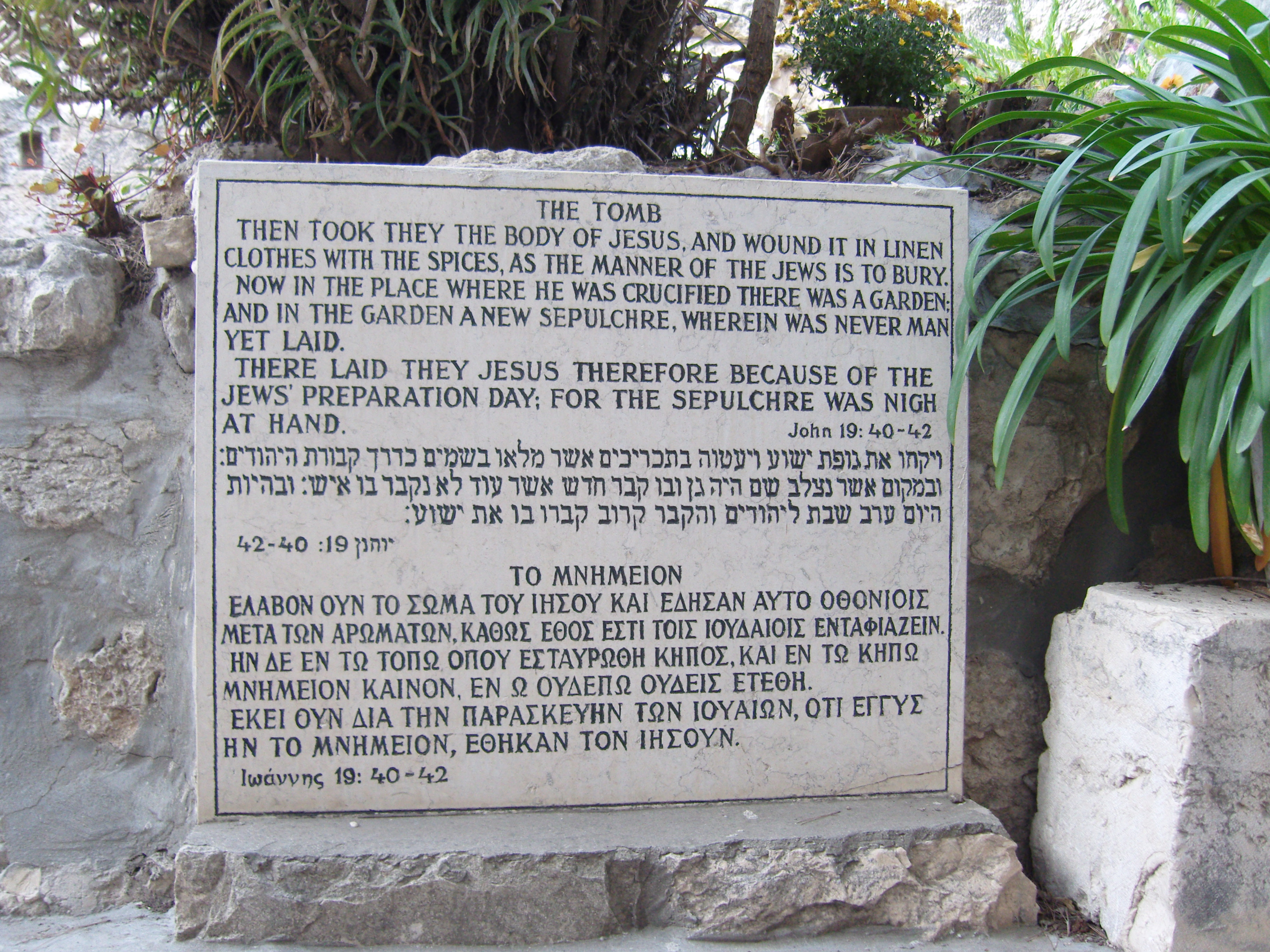
Panneau près du tombeau, citant l'Évangile de Jean 19:40-42 qui mentionne le tombeau du jardin.

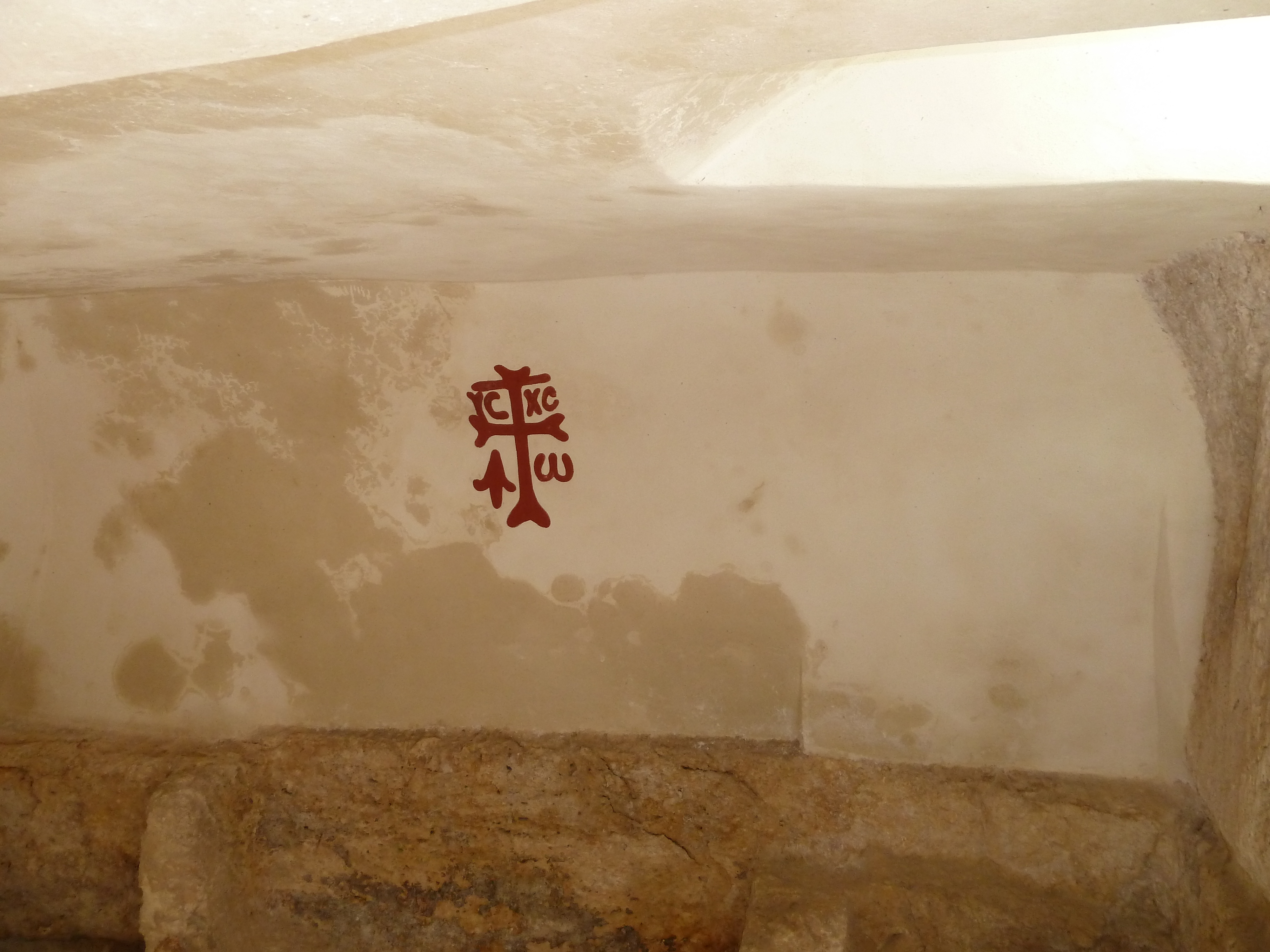
Intérieur du tombeau.

Le tombeau taillé dans la roche a été découvert en 1867 par des archéologues et a été proposé comme le site de l'enterrement et de la résurrection de Jésus, à la place de l'église du Saint-Sépulcre. 
La Garden Tomb Association, une fondation basée en Grande-Bretagne, a acheté pour 2 000 livres sterling le Jardin de la Tombe en 1894 dans l'optique de préserver le site qu'elle considère être le jardin de Joseph d'Arimathie dans lequel Jésus aurait été enterré après la Crucifixion, c'est-à-dire le tombeau du Christ. La fondation a aménagé un jardin fleuri de géraniums et de lauriers-roses en référence à celui de Joseph d'Arimathie qui selon les évangiles possédait le jardin où se trouvait le tombeau où Jésus a séjourné pendant un ou deux jours avant de ressusciter. 
Les protestants, dont les évangéliques, considèrent le site comme le tombeau de Jésus.
En 1992, le jardin et le tombeau recevaient chaque année près de 100 000 touristes et pèlerins.
Le jardin est administré par la Garden Tomb Association, membre de l’Alliance évangélique d'Israël et de l’Alliance évangélique mondiale .

## Origines
Dans la Bible, le Golgotha est le site où a eu lieu la crucifixion de Jésus de Nazareth. On en trouve l'évocation dans les évangiles qui expliquent que le terme signifie « lieu du crâne ». Le terme grec des évangiles (Γολγοθᾶ[ς]) vient de l'araméen gulgūltá signifiant « crâne » qui se dit calva en latin, d'où dérive le mot « calvaire ». 
La localisation se fonde sur la référence de l'Évangile selon Jean, qui relate que Jésus aurait été enterré dans le tombeau de Joseph d'Arimathie, dans un jardin :

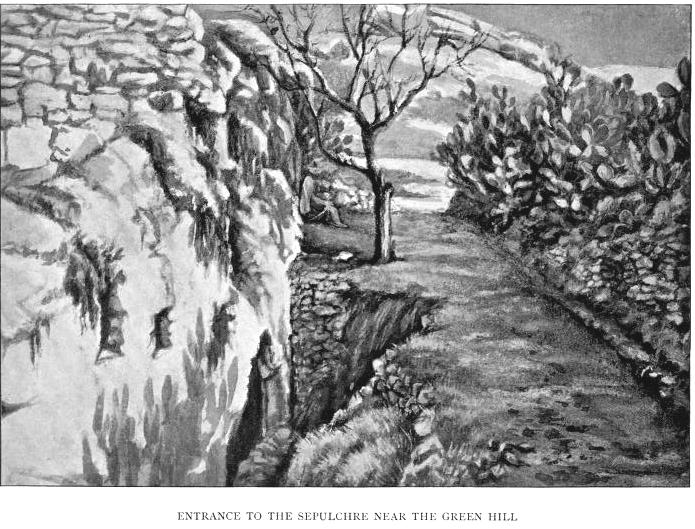
Tranchée creusée devant l'entrée du tombeau lors des fouilles menées par Conrad Schick en 1889.

« Or, il y avait un jardin dans le lieu où Jésus avait été crucifié, et dans le jardin un sépulcre neuf, où personne encore n'avait été mis. [...] Ce fut là qu'ils déposèrent Jésus, à cause de la préparation des Juifs, parce que le sépulcre était proche. »

## Identification des sites chrétiens

### AuIersiècle

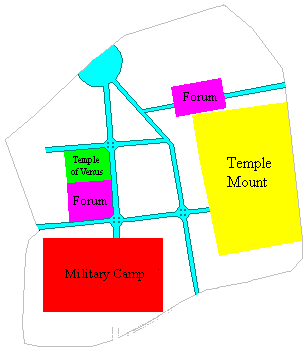
Le plan de la nouvelle ville d'Aelia Capitolina, avec deux paires de routes principales : cardo (nord-sud) et Decumanus (est-ouest) dans Aelia Capitolina. Les deux cardines convergeaient sur une place semi-circulaire près de la porte de Damas. Le Temple de Vénus situé au centre de la cité sera détruit pour y construire l'église du Saint-Sépulcre sur le lieu supposé du Golgotha.

Après la crucifixion de Jésus, Jérusalem a connu plusieurs bouleversements. Notamment d'importantes destructions ont eu lieu pendant le siège de Jérusalem et surtout la ville a entièrement été rasée à l'issue de la défaite de la révolte de Bar Kokhba (135), en représailles à cette révolte. Les sources juives et chrétiennes mentionnent qu'après la destruction de la ville le légat romain a fait passer une charrue pour labourer la surface de la nouvelle cité. Une nouvelle ville appelée Ælia Capitolina est alors construite sur l'emplacement de Jérusalem dans des dimensions plus petites que la ville juive, sur le plan d'une colonie romaine. Les Juifs, toutes tendances confondues sont expulsés de la ville comme de l'ensemble de la Chôra, qui s'étend sur une partie importante de la Judée. Les survivants du mouvement nazôréen créé par Jésus ont été expulsés de la ville avec les autres juifs,. Ils se replient vers le nord et s'implantent en Galilée dans la région de Nazareth et de l'autre côté du Jourdain sur le Golan et en Bathanée. Les Juifs — et donc aussi les nazôréens — sont désormais interdits de droit de cité à Ælia sous peine de mort, sauf le 9 Ab du calendrier hébraïque « où ils ont le droit de venir se lamenter sur les ruines du Temple afin d'en commémorer la chute ou ses [deux] chutes successives. » Cette interdiction est maintenue, jusqu'à ce qu'elle soit renouvelée par les empereurs chrétiens. La localisation des sites mentionnés dans les textes juifs a ainsi été perdue et par exemple le mont Sion cesse de désigner l'Ophel et le mont du Temple pour se transférer sur le site actuel,.

### AuIVesiècle

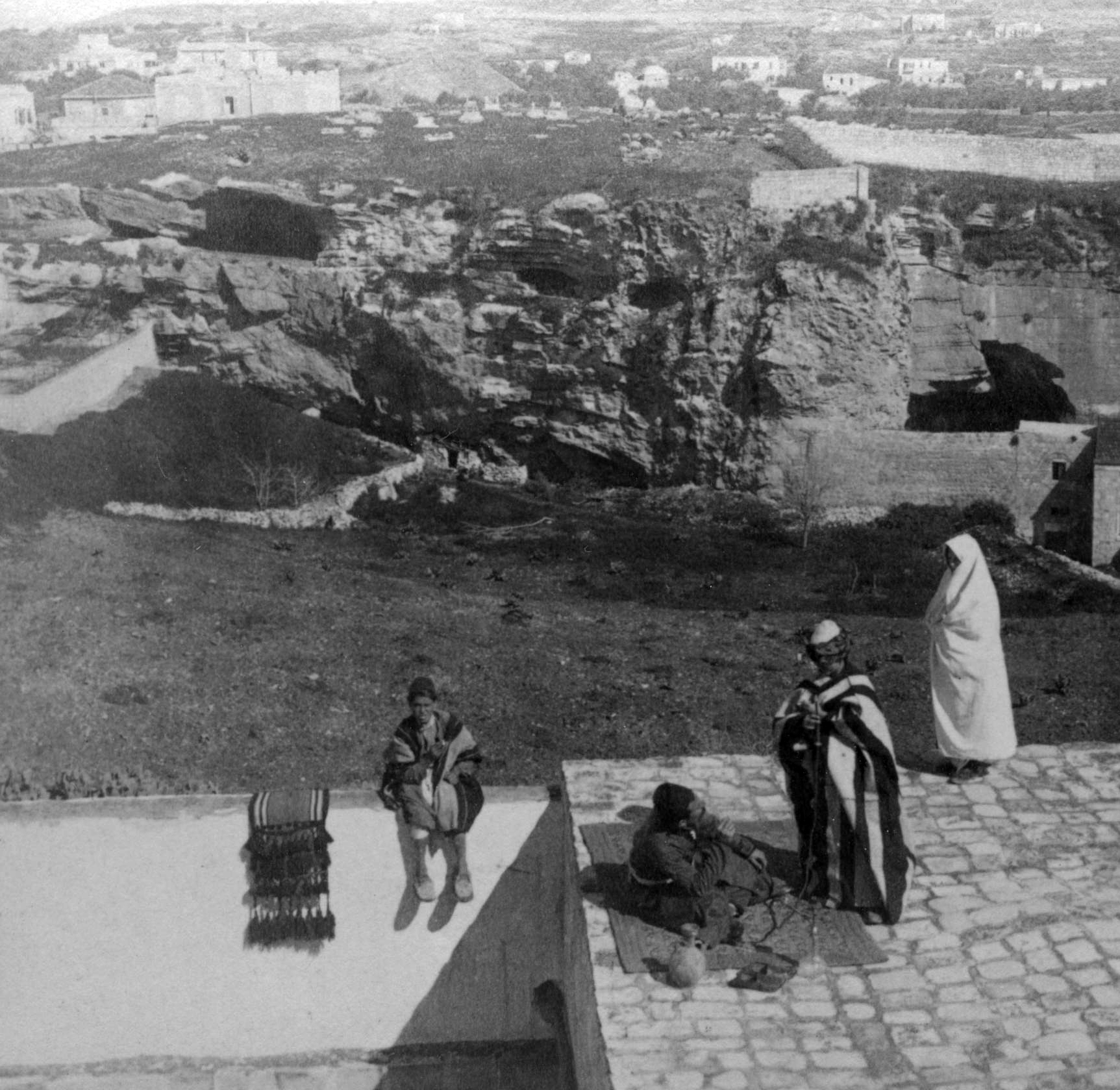
Golgotha voulant dire « lieu du crâne », Jésus aurait été crucifié sur le plateau situé au-dessus de cette forme de « crâne » (photo prise en 1901).

Après la conversion de l'empereur Constantin (313), les autorités chrétiennes et impériales cherchent à identifier les grands lieux de la vie de Jésus pour y installer des églises chrétiennes. C'est à ce moment que le Golgotha est situé sur le lieu où sera construit l'église du Saint-Sépulcre et où se trouve alors un Temple dédié à Vénus qui sera démoli pour la circonstance. Aucun lieu de culte chrétien, pas même le Golgotha, n'est historiquement attesté à Jérusalem avant le IVe siècle. Il existe plusieurs traditions contradictoires qui expliquent comment le site a été identifié. Dans l'une d'entre elles, l'évêque Macaire de Jérusalem révèle à l'empereur Constantin l'emplacement où fut crucifié et enterré « le Christ », lors du premier concile de Nicée (325). Des légendes ont aussi été construites qui font jouer un grand rôle à Hélène, la mère de Constantin, qui s'est rendue en « Terre sainte » vers 326-328. L'évêque métropolite de Palestine, Eusèbe de Césarée, qui écrit sa Vie de Constantin, avant que les légendes impliquant Hélène n'apparaissent, donne une troisième version. Selon lui, la plupart des travaux pour la construction de la Basilique avaient déjà eu lieu sur l'ordre de Constantin lorsque Hélène est arrivée à Jérusalem. Sur la base des écrits chrétiens de l'époque et notamment ceux d'Eusèbe, plusieurs critiques estiment que Constantin a choisi de construire sa Basilique dédiée à la crucifixion de Jésus sur le site qu'occupait le temple de Vénus, car celui-ci se trouvait au centre de la cité à l'endroit le plus glorieux pour commémorer l'événement le plus important du christianisme. Le fait que la construction de cette basilique à cet endroit impliquait de détruire un temple païen ne devait pas déplaire aux autorités chrétiennes, le Temple de Vénus ayant été construit en 135-150, lors de la construction d'Ælia Capitolina « sans avoir le moindre objectif de recouvrir un lieu saint chrétien. »

## Arguments avancés
Le premier qui semble avoir proposé de situer la crucifixion de jésus sur le plateau au-dessus de la « falaise du crâne » semble être un théologien allemand nommé Otto Thenius qui fit cette proposition en 1842. En 1881, le lieutenant Conder, en mission archéologique pour le compte du Palestine Exploration Fund a ensuite repris cette proposition. Lorsque le major général Charles Gordon, s'intéresse à la question en cette fin du XIXe siècle, cette proposition est ainsi connue des spécialistes et notamment des occidentaux présents à Jérusalem. Lors des fouilles, en 1883, Gordon découvre une tombe taillée dans la roche.
Le Golgotha proposé est situé au-delà de l'enceinte de la vieille ville de Jérusalem et clairement au-delà du « deuxième mur » et donc à l'extérieur de la ville de Jérusalem à l'époque de Jésus. Sur place, Gordon fut frappé par la ressemblance qu'offrent les reliefs de la roche sur la falaise avec un crâne. Il adopta alors l'hypothèse que cette similarité pouvait constituer l'origine de l'appellation Golgotha, « le lieu du crâne » évoquée dans les quatre évangiles. Le plateau situé au sommet de la « falaise du crâne » peut largement accueillir trois croix et même davantage, ce qui n'est pas le cas du site traditionnel.
La colline sur le plateau de laquelle aurait été crucifié Jésus est appelée aujourd'hui El-Edhemîyeh, du nom d'Ibrāhīm ibn Adham. Elle est située à côté de l'actuelle porte de Damas, près de l'actuel dépôt d'autobus de Jérusalem-Est, au-dessus de la « grotte de Jérémie » et la « falaise du crâne » est située juste à l'ouest de l'entrée de cette grotte. 
Une immense citerne souterraine a été retrouvée en 1890 à l'ouest de la « falaise du crâne » qui semble avoir été une citerne agricole. La taille importante de la citerne indique que c'était probablement dans ce secteur que se trouvaient les jardins dont parlent plusieurs sources dont les sources chrétiennes. « En 1924, la découverte d'un pressoir à raisin renforce l'hypothèse d'un opulent jardin. » Ce qui renvoie à l'éventuelle localisation des jardins de Joseph d'Arimathie et de Gethsémani. Dans les Actes de Pilate, le gouverneur romain dit en effet à Jésus « tu seras crucifié sur le lieu même où tu as été arrêté ». Or, les trois évangiles synoptiques indiquent que Jésus a été arrêté dans le jardin de Gethsémani —  qui signifie pressoir à huile — et qui serait donc situé au nord de Jérusalem, à côté du lieu d'exécution de Jésus, là où se trouvaient les jardins, alors que le lieu retenu au IVe siècle pour ce jardin, se trouve très loin du Golgotha, de l'autre côté du Cédron, sur le flanc du mont des Oliviers. L'évangile attribué à Jean indique aussi qu'il « y avait un jardin au lieu où il avait été crucifié,. » Selon les évangiles, lorsque Simon de Cyrène est requis pour aider Jésus « pour porter sa croix », il « passait par là, revenant des champs (Mc 15:21) » (qui est aussi traduit par revenant de la campagne), ce qui renforce l'idée que Jésus a été crucifié dans la zone où les habitants de Jérusalem possédaient leurs jardins.
Le phénomène de paréidolie affecte la paroi rocheuse depuis 2015, les orbites restent visibles mais le nez est tombé à la suite de l'érosion de la paroi rocheuse[réf. nécessaire].

## Critiques
Un militaire anglais de la fin du XIXe siècle, le major général Charles Gordon, s'intéressa aux contradictions existant entre la localisation traditionnellement admise du Golgotha et sa description par les évangiles. Il profita alors d'un voyage à Jérusalem en 1883-1884pour rechercher un site plus cohérent avec ces derniers. 
Le rocher retenu par les autorités chrétiennes au IVe siècle et qui se trouve désormais à l'intérieur de l'église « est trop étroit pour permettre l'érection de trois croix ». Or toutes les sources antiques et de nombreuses représentations indiquent que Jésus a été crucifié entre deux « brigands ». Ce rocher est aussi « trop escarpé pour être gravi surtout par un condamné particulièrement affaibli ». Or selon les évangiles, Jésus avait subi préalablement le supplice de la flagellation (Mc 15:15) et était tellement affaibli que le légionnaire romain qui commandait l'exécution a dû demander à Simon de Cyrène de l'aider à transporter « sa croix (Mc 15:21) » (probablement le seul patibulum).
De plus, le site retenu au IVe siècle semble être situé à l'intérieur de l'enceinte de la ville au moins dans l'enceinte définie par ce que Flavius Josèphe appelle le troisième mur et peut-être même à l'intérieur du « deuxième mur ». Or les traditions chrétiennes et notamment l'évangile attribué à Jean disent que « le lieu où Jésus fut mis en croix était proche de la ville » et donc obligatoirement à l'extérieur du mur d'enceinte. Toutefois, les défenseurs du site traditionnel estiment que dans cette partie, l'enceinte externe de la ville s'interrompait à hauteur des tours au nord du palais d'Hérode. Ils estiment qu'avant le « troisième mur » construit quelques années après la crucifixion de Jésus par Agrippa Ier (37-44), l'enceinte ne suivait pas les défenses naturelles du site, l'archéologie ne permettant pas de discerner en général, des périodes aussi courte. Par ailleurs, le tracé exact du « deuxième mur » n'est pas connu avec précision dans cette partie de la ville et les défenseurs du site traditionnel estiment qu'il passait juste devant le site de l'église du Saint-Sépulcre en faisant deux décrochements.

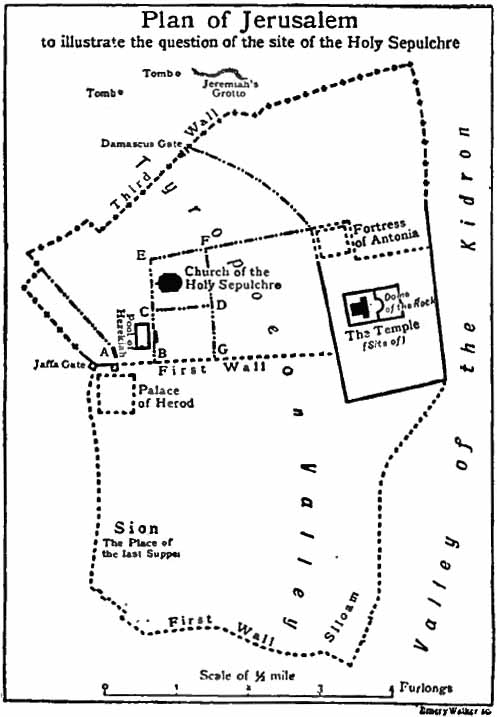
Plan approximatif de Jérusalem au I. La falaise du crâne se trouve à gauche de la Grotte de Jérémie
(Voir une carte plus précise).

En 2011, Vincent Lemire a accusé le jardin d'être « au cœur de la fabrication d'une contre-mémoire protestante des Lieux saints. »
C'est la découverte en 1890 de la grande citerne qui semble déclencher la « révélation » que cette tombe connue depuis 1867 par son propriétaire qui creusait le sol pour trouver une source pouvait être celle de Jésus. Au lieu de s'en tenir à la constatation que cette découverte renforçait l'identification du calvaire de Gordon avec le Golgotha des évangiles, « une association est fondée et le 22 septembre 1892 le Times de Londres publie un appel en vue de réunir les fonds nécessaires à l'achat du terrain. » « Or ces collines du nord de la ville, fourmillent d'excavations et de tombes anciennes, et rien ne permet de trancher en faveur de l'une d'entre elles,. » Il semble que le seul critère qui ait été retenu pour sélectionner cette tombe — plutôt que par exemple celle située dans une excavation 200 mètres plus à l'ouest et que le lieutenant Conder proclame être la tombe de Jésus en 1881 — est que c'est la plus proche de la « falaise du crâne », juste à côté de la citerne retrouvée. Plusieurs archéologues interviennent alors pour indiquer qu'il n'y a aucune raison de désigner cette tombe comme celle du jardin de Joseph d'Arimathie. Le fait que cette tombe ait été « un tombeau neuf, dans lequel personne n'avait encore été mis (Évangile selon Jean, 9, 41) » au Ier siècle est même contesté. D'autres pensent qu'elle date de l'âge du fer et qu'elle a été réutilisée à l'époque byzantine. Toutefois, l'archéologue Kathleen Kenyon estime pour sa part qu'il s'agit « d'une tombe typique du Ier siècle de notre ère. »
Le lieutenant Conder, membre du Palestine Exploration Fund qui défend pourtant le Calvaire de Gordon comme l'endroit de la crucifixion de Jésus, estime malgré cela que « ce n'est pas une raison pour que nous répétions au XIXe siècle les erreurs du IVe siècle, et que nous indiquions ainsi au monde deux localisations pour le saint-Sépulcre aussi insensées l'une que l'autre. » Mais ces mises en garde n'ont aucun effet sur la « machine mémorielle », l'année suivante la Garden Tomb Association est fondée et dans la foulée le terrain est acheté. 
En 1986, Gabriel Barkay a reproché aux défenseurs de l’emplacement du jardin et de l'Église du Saint-Sépulcre de présenter des arguments davantage théologique et apologétique que scientifique . En 2010, le directeur du jardin, Richard Meryon, a affirmé dans un entretien à The Jerusalem Post que chaque camp avait des preuves académiques et archéologiques en faveur de l’emplacement réel, et qu’un seul des deux pouvait avoir raison, mais que l’important était le symbolisme du lieu et surtout l’histoire de Jésus et non une garantie du site exact. Dans ce même entretien, Steve Bridge, un pasteur retraité bénévole dans le jardin, a affirmé que des groupes catholiques venaient régulièrement sur le site, et que les guides ne faisaient pas de politique, l’accent étant mis sur la crucifixion et la résurrection de Jésus.

## Galerie

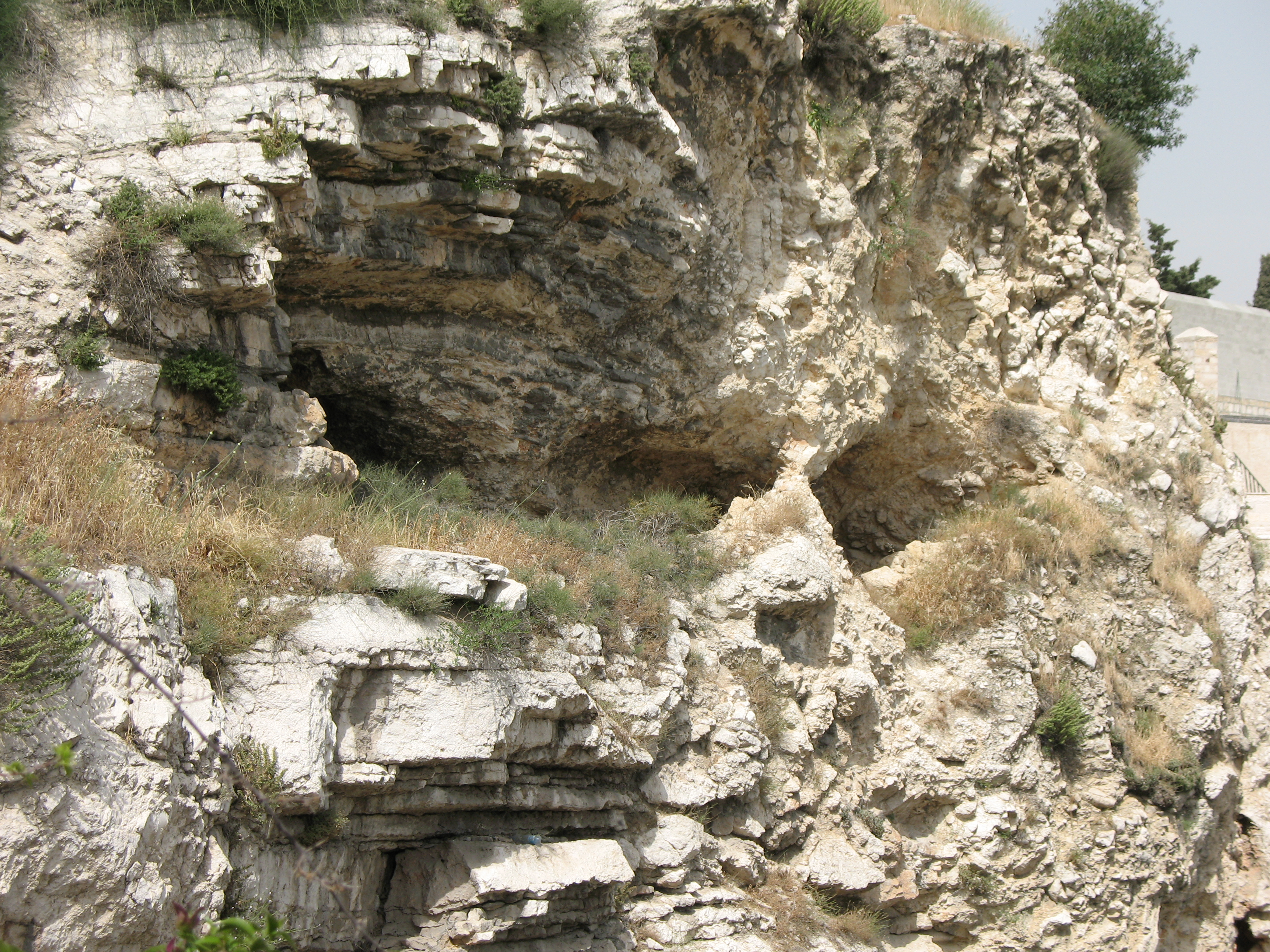
Le crâne qui aurait donné au Ier siècle son nom au « lieu du crâne » (Golgotha), où Jésus aurait été crucifié selon les évangiles (photo en 2007).
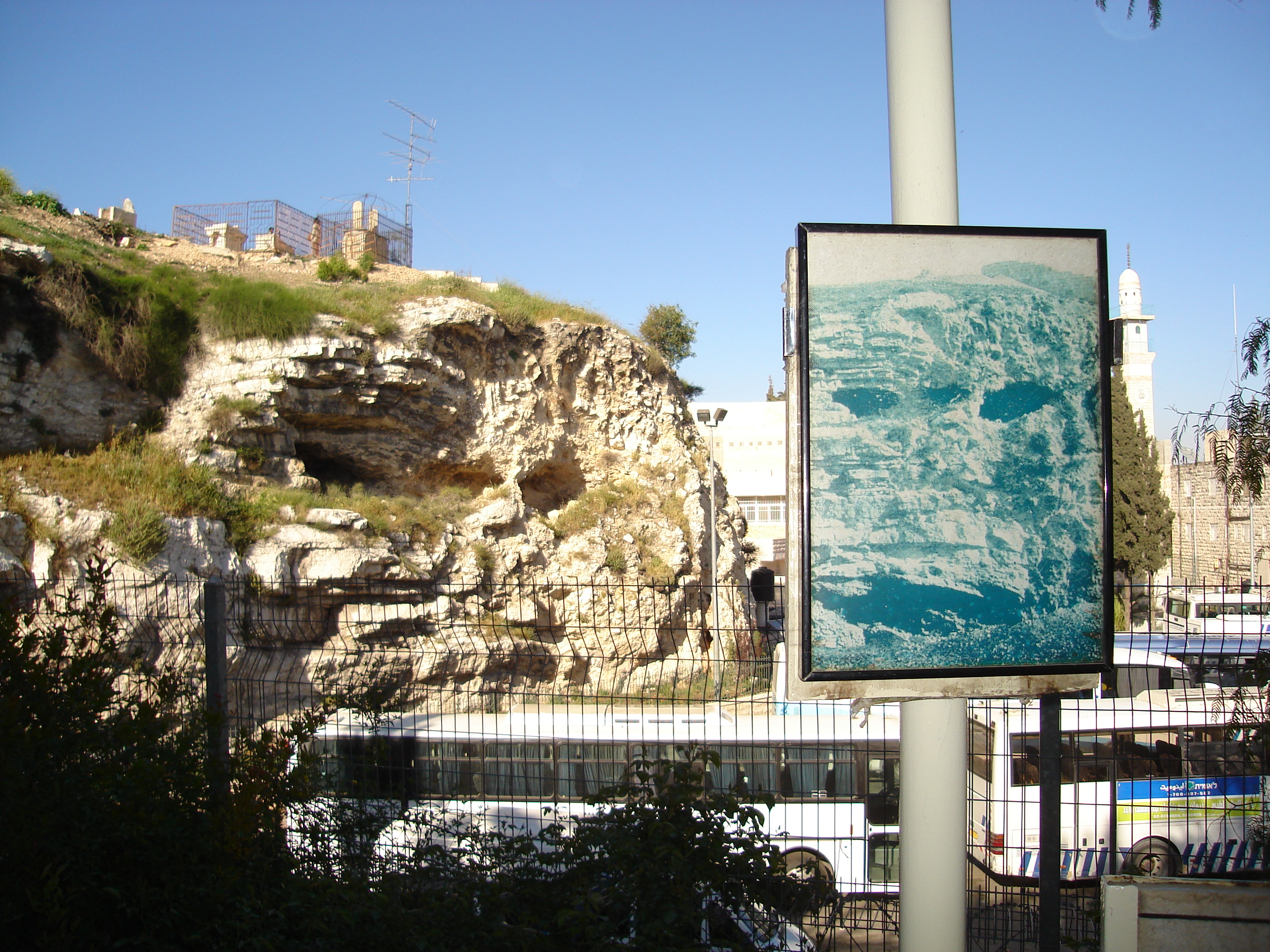
Vue panoramique de l'escarpement, l'image au premier plan est une photographie historique (1880) de la même paroi rocheuse.
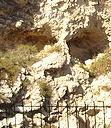
Gros plan de l'escarpement rocheux, montrant une vue possible de la forme du crâne.
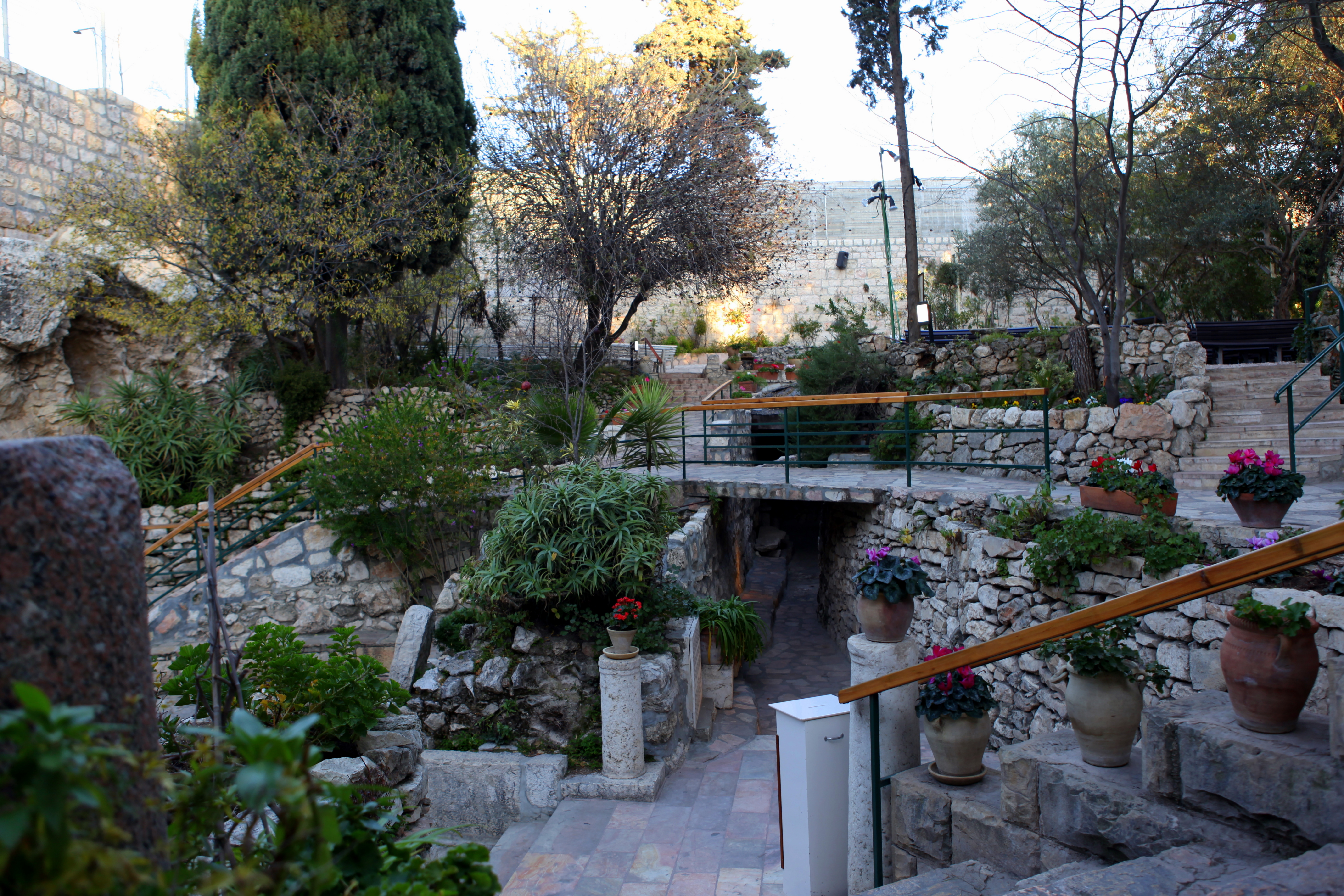
Jardin aménagé autour du site.
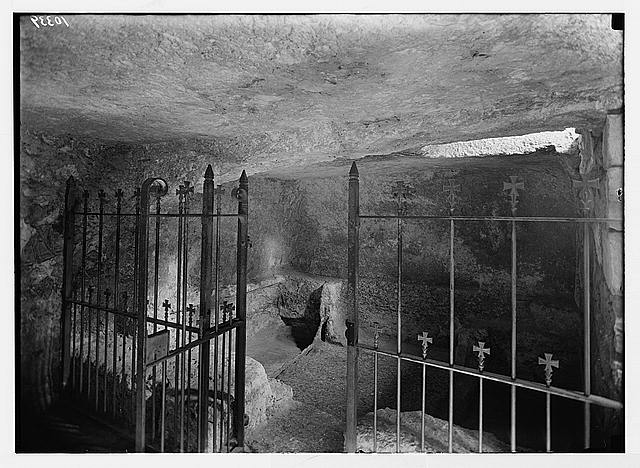
Une vue de la Tombe du jardin datant des années 1930.
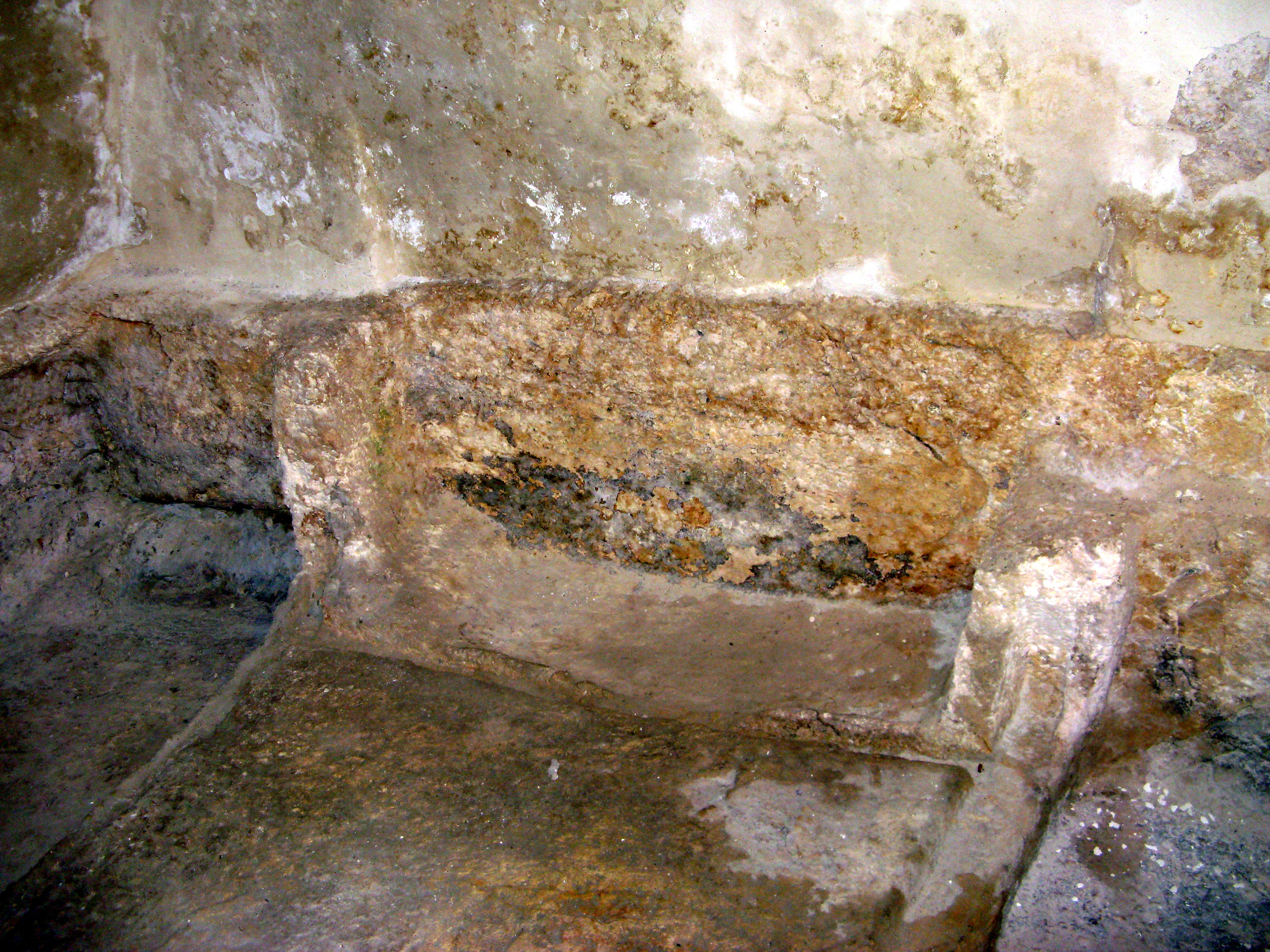
Intérieur de la chambre funéraire. Originellement, il comportait trois bancs funéraires avec des appuie-têtes en pierre et qui ont été creusés à l'époque byzantine en niches ou sarcophages[46].
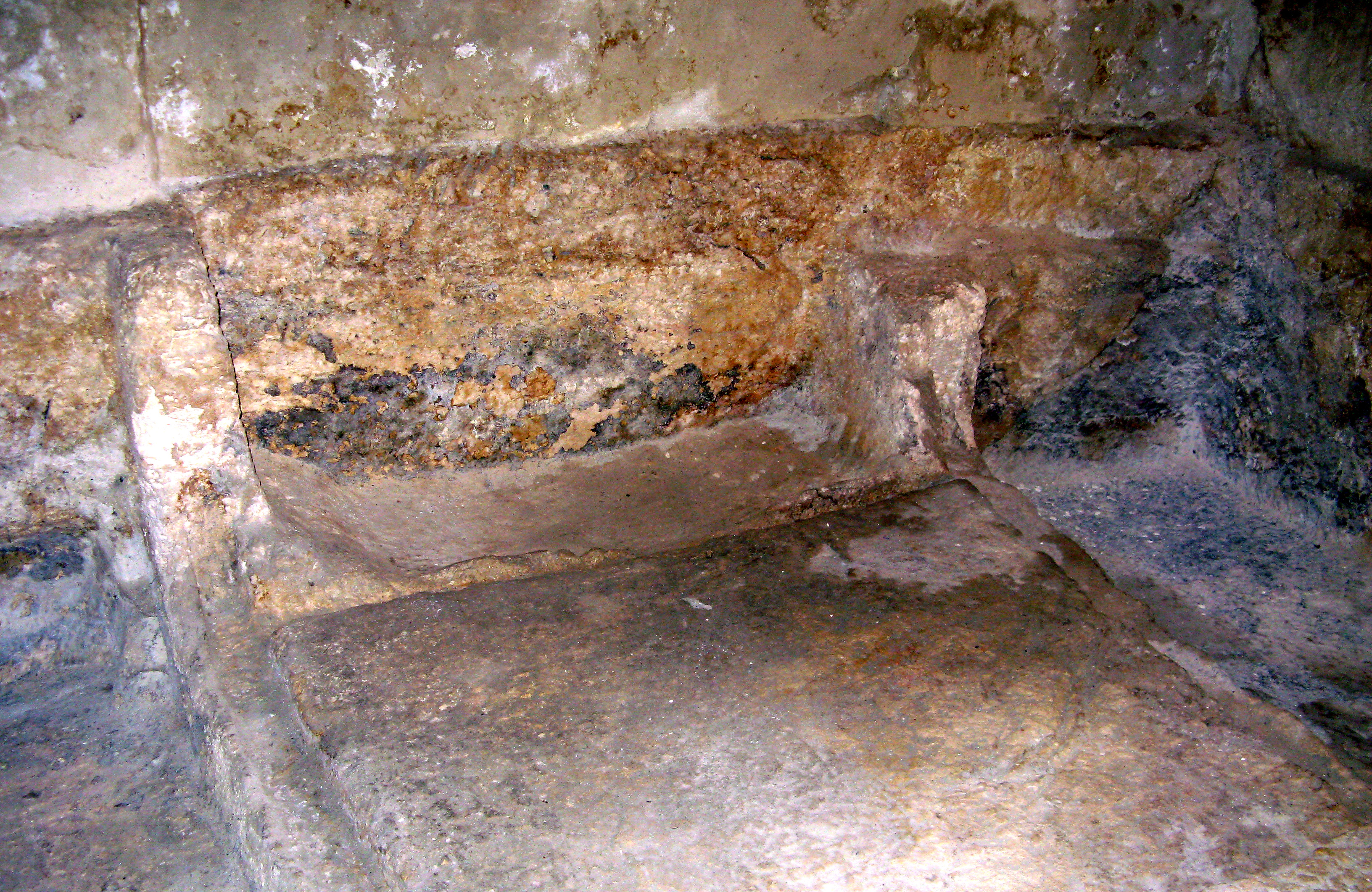
Intérieur de la Tombe avec ses trois niches funéraires.
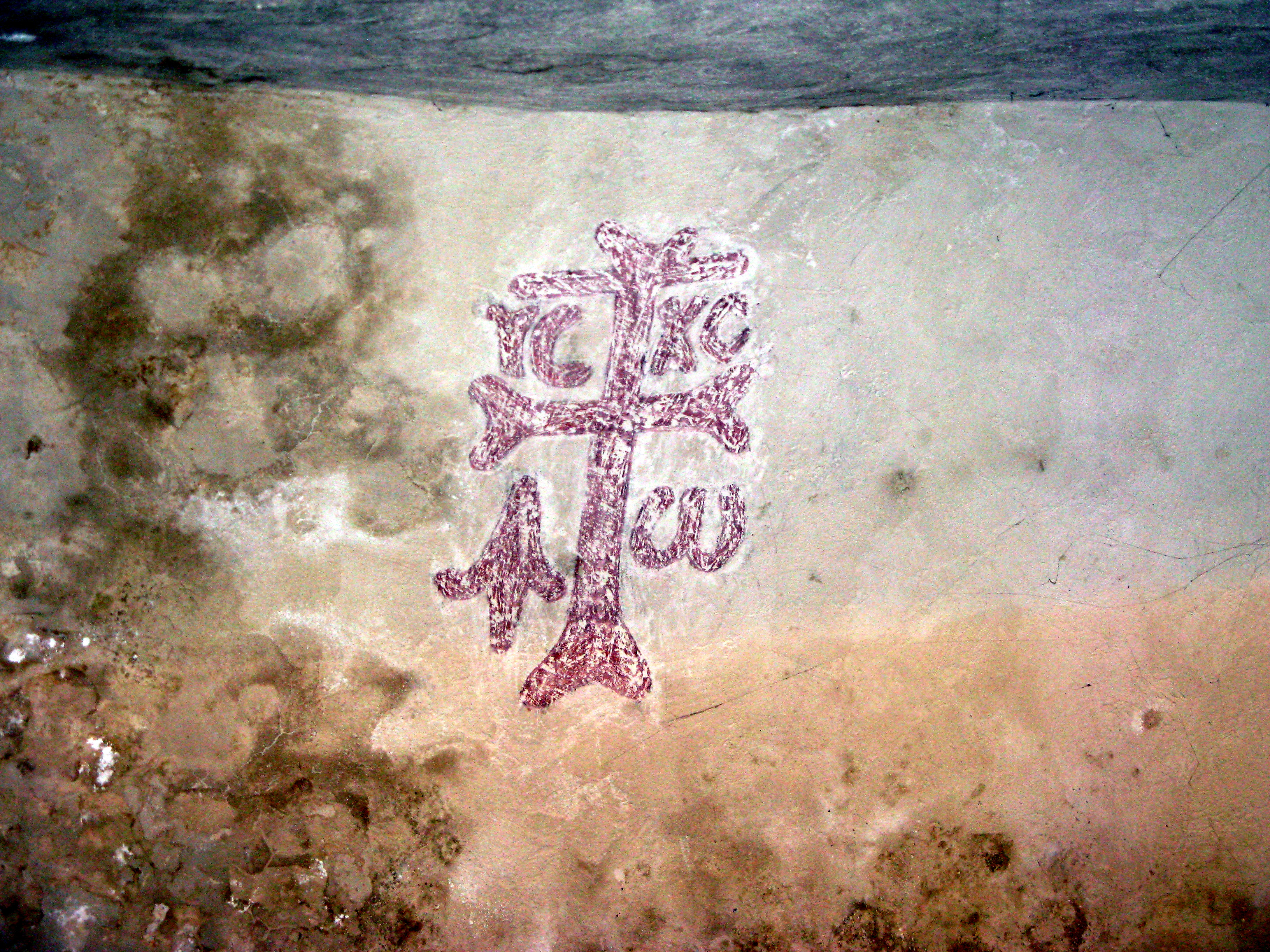
Mur de la chambre avec la croix[47].